# Structure pyramidale des ligues de football au pays de Galles

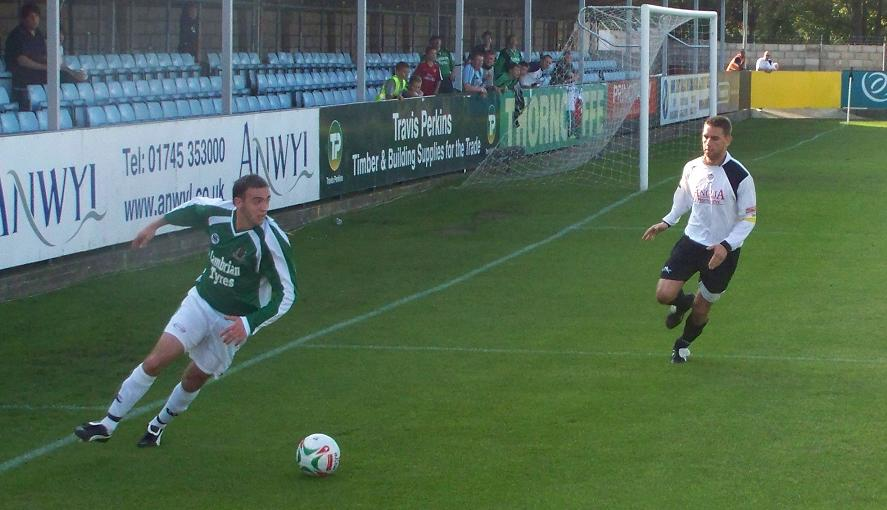
Match de Welsh Premier League à Rhyl en 2008.

Les championnats gallois de football sont regroupés en divisions interconnectées par un système de promotions/relégations, contrôlées par la fédération de football de Galles et regroupant les clubs gallois de football.

## Structure du football au pays de Galles
Le sommet de cette structure est constitué de la Welsh Premier League, qui est la seule division nationale du pays de Galles. Au deuxième niveau se trouvent des ligues regroupant des équipes réparties selon leur situation géographique : les équipes de Galles du Sud composent la Ligue de football du pays de Galles, tandis que celles des Galles du Nord et du Centre sont regroupées en Cymru Alliance. Le vainqueur de ces deux groupes accède à la Welsh Premier League à condition qu'il satisfasse au règlement relatif aux installations sportives. Dans le cas contraire, c'est le vice-champion qui est promu s'il répond aux mêmes exigences.

## Championnats secondaires (Nord du pays de Galles)
Dans le nord du pays de Galles, la Cymru Alliance ne compte qu'une division et est alimentée par trois ligues régionales : la Mid Wales League (qui couvre le Brecknockshire, le Radnorshire, le Montgomeryshire et le Ceredigion). La Welsh Alliance League (qui couvre tout le nord du pays, à l'exception du county borough de Wrexham) et la Welsh National League (couvrant approximativement le county borough de Wrexham) comptent 16 clubs chacune. Les champions, voire les vice-champions de ces deux groupes, peuvent être promus en Cymru Alliance, s'ils satisfont aux normes relatives aux terrains.
La Cymru Alliance est aussi alimentée par un autre championnat : la Ligue de Galles centrales (Mid Wales League), qui couvre le Ceredigion, le Montgomeryshire, le Mid Wales South, et la région d'Aberystwyth, alors qu'au niveau inférieur à la Welsh Alliance se trouvent la Ligue du Gwynedd (Gwynedd League) et la Ligue du Clwyd (Clwyd League), championnats eux-mêmes alimentés par des championnats régionaux inférieurs comme la Ligue d'Anglesey (Anglesey League). La Welsh National League (région de Wrexham), quant à elle, compte trois divisions inférieures qui ne sont alimentées par aucun autre championnat.

## Championnats secondaires (Sud du pays de Galles)
Au sud, la Welsh Football League est constituée de trois niveaux qui correspondent approximativement à l'ensemble géographique dénommé Galles du Sud. Les championnats locaux n'apparaissent pas avant le cinquième niveau. Le système de promotion et de relégation vis-à-vis de la Welsh League est gérée, comme dans le Nord, par trois associations régionales de football : la Gwent FA, la South Wales FA et la West Wales FA. Chacune de ces associations ne peut promouvoir qu'une seule équipe en Welsh Football League.
Le système est assez simple dans le cas de la Gwent FA. On ne trouve, sous l'égide de cette association, qu'un seul championnat senior : la Gwent County League. Le champion (ou son dauphin) peut être promu s'il satisfait aux critères de la Welsh Football League.
La South Wales FA utilise un système plus complexe. Cette région compte deux championnats senior au statut identique couvrant la même zone, chacune d'elles comptant deux divisions : la South Wales Senior League et la South Wales Amateur League. Chaque champion de ces ligues doit généralement jouer un barrage car une seule équipe de ces deux championnats est promue en Welsh Football League. Au niveau inférieur, se trouvent des championnats locaux concernant des villes ou des cités de Galles du Sud dont les champions peuvent être promus.
La West Wales FA est, elle, la seule association à n'avoir mis en place aucun championnat senior. En conséquence, il existe quatre championnats locaux correspondant aux régions du Pembrokeshire, du Carmarthenshire, de Swansea et du district de Neath, dont les champions peuvent jouer un barrage leur permettant d'obtenir la seule place de promotion disponible. Néanmoins, comme peu de clubs de Galles de l'Ouest peuvent faire face aux dépenses de transport qu'impliquerait leur promotion en Welsh Football League, l'idée de leur montée en division supérieure est davantage théorique que constatée dans la pratique. Sur ces dernières années, les seuls clubs promus dans la région ont été le Llansawel FC (championnat du district de Neath) en 2006, le West End FC (Swansea Senior League) en 2005, l'Ystradgynlais FC (championnat du district de Neath) en 2004, le Cwmamman United FC (championnat du district de Neath) en 2002 et le Garden Village FC (championnat du Carmarthenshire) in 1999.

## Structure pyramidale
Le tableau ci-dessous présente la structure pyramidale des ligues de football au pays de Galles. Le nombre de clubs jouant dans chacun de ces championnats est également indiqué.
| Level | Championnat(s) / division(s)                | Championnat(s) / division(s)                | Championnat(s) / division(s)                       | Championnat(s) / division(s)                | Championnat(s) / division(s)                    | Championnat(s) / division(s)                    | Championnat(s) / division(s)                    | Championnat(s) / division(s)                    | Championnat(s) / division(s)                | Championnat(s) / division(s)                | Championnat(s) / division(s)                | Championnat(s) / division(s)                | Championnat(s) / division(s)                 | Championnat(s) / division(s)                 | Championnat(s) / division(s)                 | Championnat(s) / division(s)                 | Championnat(s) / division(s)                 | Championnat(s) / division(s)                | Championnat(s) / division(s)                | Championnat(s) / division(s)                           | Championnat(s) / division(s)                | Championnat(s) / division(s)                | Championnat(s) / division(s)                | Championnat(s) / division(s)                | Championnat(s) / division(s)                | Championnat(s) / division(s)                | Championnat(s) / division(s)                |
| 1     | Welsh Premier League 12 clubs               | Welsh Premier League 12 clubs               | Welsh Premier League 12 clubs                      | Welsh Premier League 12 clubs               | Welsh Premier League 12 clubs                   | Welsh Premier League 12 clubs                   | Welsh Premier League 12 clubs                   | Welsh Premier League 12 clubs                   | Welsh Premier League 12 clubs               | Welsh Premier League 12 clubs               | Welsh Premier League 12 clubs               | Welsh Premier League 12 clubs               | Welsh Premier League 12 clubs                | Welsh Premier League 12 clubs                | Welsh Premier League 12 clubs                | Welsh Premier League 12 clubs                | Welsh Premier League 12 clubs                | Welsh Premier League 12 clubs               | Welsh Premier League 12 clubs               | Welsh Premier League 12 clubs                          | Welsh Premier League 12 clubs               | Welsh Premier League 12 clubs               | Welsh Premier League 12 clubs               | Welsh Premier League 12 clubs               | Welsh Premier League 12 clubs               | Welsh Premier League 12 clubs               | Welsh Premier League 12 clubs               |
| 2     | Cymru Alliance 16 clubs                     | Cymru Alliance 16 clubs                     | Cymru Alliance 16 clubs                            | Cymru Alliance 16 clubs                     | Cymru Alliance 16 clubs                         | Cymru Alliance 16 clubs                         | Cymru Alliance 16 clubs                         | Cymru Alliance 16 clubs                         | Welsh Football League 1re division 16 clubs | Welsh Football League 1re division 16 clubs | Welsh Football League 1re division 16 clubs | Welsh Football League 1re division 16 clubs | Welsh Football League 1re division 16 clubs  | Welsh Football League 1re division 16 clubs  | Welsh Football League 1re division 16 clubs  | Welsh Football League 1re division 16 clubs  | Welsh Football League 1re division 16 clubs  | Welsh Football League 1re division 16 clubs | Welsh Football League 1re division 16 clubs | Welsh Football League 1re division 16 clubs            | Welsh Football League 1re division 16 clubs | Welsh Football League 1re division 16 clubs | Welsh Football League 1re division 16 clubs | Welsh Football League 1re division 16 clubs | Welsh Football League 1re division 16 clubs | Welsh Football League 1re division 16 clubs | Welsh Football League 1re division 16 clubs |
| 3     | Welsh National League 1re division 16 clubs | Welsh Alliance League 1re division 16 clubs | Welsh Alliance League 1re division 16 clubs        | Welsh Alliance League 1re division 16 clubs | Mid Wales Football League 1re division 15 clubs | Mid Wales Football League 1re division 15 clubs | Mid Wales Football League 1re division 15 clubs | Mid Wales Football League 1re division 15 clubs | Welsh Football League 2e division 16 clubs  | Welsh Football League 2e division 16 clubs  | Welsh Football League 2e division 16 clubs  | Welsh Football League 2e division 16 clubs  | Welsh Football League 2e division 16 clubs   | Welsh Football League 2e division 16 clubs   | Welsh Football League 2e division 16 clubs   | Welsh Football League 2e division 16 clubs   | Welsh Football League 2e division 16 clubs   | Welsh Football League 2e division 16 clubs  | Welsh Football League 2e division 16 clubs  | Welsh Football League 2e division 16 clubs             | Welsh Football League 2e division 16 clubs  | Welsh Football League 2e division 16 clubs  | Welsh Football League 2e division 16 clubs  | Welsh Football League 2e division 16 clubs  | Welsh Football League 2e division 16 clubs  | Welsh Football League 2e division 16 clubs  | Welsh Football League 2e division 16 clubs  |
| 4     | Welsh National League Div. One 13 clubs     | Welsh Alliance League 2e division 12 clubs  | Welsh Alliance League 2e division 12 clubs         | Welsh Alliance League 2e division 12 clubs  | Mid Wales Football League 2e division 16 clubs  | Mid Wales Football League 2e division 16 clubs  | Mid Wales Football League 2e division 16 clubs  | Mid Wales Football League 2e division 16 clubs  | Welsh Football League 3e division 15 clubs  | Welsh Football League 3e division 15 clubs  | Welsh Football League 3e division 15 clubs  | Welsh Football League 3e division 15 clubs  | Welsh Football League 3e division 15 clubs   | Welsh Football League 3e division 15 clubs   | Welsh Football League 3e division 15 clubs   | Welsh Football League 3e division 15 clubs   | Welsh Football League 3e division 15 clubs   | Welsh Football League 3e division 15 clubs  | Welsh Football League 3e division 15 clubs  | Welsh Football League 3e division 15 clubs             | Welsh Football League 3e division 15 clubs  | Welsh Football League 3e division 15 clubs  | Welsh Football League 3e division 15 clubs  | Welsh Football League 3e division 15 clubs  | Welsh Football League 3e division 15 clubs  | Welsh Football League 3e division 15 clubs  | Welsh Football League 3e division 15 clubs  |
| 5     |                                             | Gwynedd League 10 clubs                     | Gwynedd League 10 clubs                            | Clwyd League 1re division 12 clubs          | Aberystwyth League Div. One 11 clubs            | Montgomeryshire League Div. One 10 clubs        | Ceredigion League Div. One 12 clubs             | Mid Wales South League 16 clubs                 | Gwent County League Div. One 15 clubs       | Gwent County League Div. One 15 clubs       | Gwent County League Div. One 15 clubs       | Gwent County League Div. One 15 clubs       | South Wales Amateur League Div. One 16 clubs | South Wales Amateur League Div. One 16 clubs | South Wales Amateur League Div. One 16 clubs | South Wales Amateur League Div. One 16 clubs | South Wales Amateur League Div. One 16 clubs | South Wales Senior League Div. One 16 clubs | South Wales Senior League Div. One 16 clubs | South Wales Senior League Div. One 16 clubs            | South Wales Senior League Div. One 16 clubs | Carmarthenshire League 1re division         | Neath & District League 1re division        | Pembrokeshire League Div. One               | Swansea Senior League Div. One 13 clubs     |                                             |                                             |
| 6     |                                             | Anglesey League 12 clubs                    | Caernarfon & District League 1re division 11 clubs | Clwyd League Div. One 13 clubs              | Aberystwyth League Div. Two 9 clubs             | Montgomeryshire League Div. Two 10 clubs        | Ceredigion League Div. Two 12 clubs             |                                                 | Gwent County League Div. Two 14 clubs       | Gwent County League Div. Two 14 clubs       | Gwent County League Div. Two 14 clubs       | Gwent County League Div. Two 14 clubs       | South Wales Amateur League Div. Two 16 clubs | South Wales Amateur League Div. Two 16 clubs | South Wales Amateur League Div. Two 16 clubs | South Wales Amateur League Div. Two 16 clubs | South Wales Amateur League Div. Two 16 clubs | South Wales Senior League Div. Two 16 clubs | South Wales Senior League Div. Two 16 clubs | South Wales Senior League Div. Two 16 clubs            | South Wales Senior League Div. Two 16 clubs | Carmarthenshire League Div. One             | Neath & District League Div. One            | Pembrokeshire League Div. Two               | Swansea Senior League Div. Two              |                                             |                                             |
| 7     |                                             |                                             | Caernarfon & District League 2e division 11 clubs  |                                             |                                                 |                                                 |                                                 |                                                 | Gwent County League Div. Three 14 clubs     | Gwent County League Div. Three 14 clubs     | Gwent County League Div. Three 14 clubs     | Gwent County League Div. Three 14 clubs     | Aberdare Valley League 1re division          | Bridgend & District League 1re division      | Cardiff & District League 1re division       | Cardiff Combination League 1re division      | Merthyr & District League 1re division       | Port Talbot Football League 1re division    | Rhondda & District League 1re division      | Taff Ely & Rhymney Valley Alliance League 1re division | Vale of Glamorgan League 1re division       | Carmarthenshire League Div. Two             | Neath & District League Div. Two            | Pembrokeshire League Div. Three             | Swansea Senior League Div. Three            |                                             |                                             |
| 8     |                                             |                                             |                                                    |                                             |                                                 |                                                 |                                                 |                                                 | East Gwent League Div. One                  | Gwent Central League 1re division           | Newport and District League 1re division    | North Gwent League 1re division             | Aberdare Valley League Div. One              | Bridgend & District League Div. One          | Cardiff & District League Div. One           | Cardiff Combination League Div. One          | Merthyr & District League Div. One           | Port Talbot Football League Div. One        |                                             | Taff Ely & Rhymney Valley Alliance League Div. One     | Vale of Glamorgan League Div. One           | Carmarthenshire League Div. Three           |                                             |                                             | Swansea Senior League Div. Four             |                                             |                                             |
| 9     |                                             |                                             |                                                    |                                             |                                                 |                                                 |                                                 |                                                 | East Gwent League Div. Two                  | Gwent Central League Div. One               | Newport and District League Div. One        | North Gwent League Div. One                 |                                              |                                              |                                              | Cardiff Combination League Div. Two          |                                              |                                             |                                             |                                                        | Vale of Glamorgan League Div. Two           |                                             |                                             |                                             |                                             |                                             |                                             |
| 10    |                                             |                                             |                                                    |                                             |                                                 |                                                 |                                                 |                                                 | East Gwent League Div. Three                | Gwent Central League Div. Two               | Newport and District League Div. Two        |                                             |                                              |                                              |                                              |                                              |                                              |                                             |                                             |                                                        |                                             |                                             |                                             |                                             |                                             |                                             |                                             |
| 11    |                                             |                                             |                                                    |                                             |                                                 |                                                 |                                                 |                                                 |                                             |                                             | Newport and District League Div. Three      |                                             |                                              |                                              |                                              |                                              |                                              |                                             |                                             |                                                        |                                             |                                             |                                             |                                             |                                             |                                             |                                             |

### Source
- (en) Cet article est partiellement ou en totalité issu de l’article de Wikipédia en anglais intitulé « Welsh football league system » (voir la liste des auteurs).